# Parimabergen
Parimabergen (portugisiska: Serra Parima; spanska: Sierra Parima eller Serranía de Parima) är en bergskedja på Guyanaskölden i Sydamerika. Bergen ligger längs gränsen mellan Brasilien och Venezuela. De utgör också vattendelare mellan avrinningsområdena för floderna Amazonfloden och Orinoco.
I omgivningarna runt Serra Parima växer i huvudsak städsegrön lövskog.